# بليكسة ملساء الثمار
بليكسة ملساء الثمار (الاسم العلمي:Blyxa leiosperma) هي نوع من النباتات يتبع جنس البليكسة من الفصيلة الحب المائية.